# Markus Forster (Triathlet)
Markus Forster (* 8. April 1975 in Roth) ist ein ehemaliger deutscher Triathlet und Ironman-Sieger (2006).

## Werdegang
Markus Forster war in seiner Schulzeit als Fußballer aktiv. 1988 war er noch als Helfer bei der Challenge Roth im Einsatz – und ein paar Jahre später sollte er dort selbst starten.

### Deutscher Juniorenmeister Triathlon 1994
1994 wurde er Deutscher Juniorenmeister im Triathlon und er konnte diesen Erfolg 1995 wiederholen. 1996 wurde er in den B-Kader der DTU berufen.
Im Jahr 2000 nach verpasster Olympiaqualifikation startete er im August beim Ironman Switzerland erstmals auf der Ironman-Distanz (3,86 km Schwimmen, 180,2 km Radfahren und 42,195 km Laufen) und er belegte in Zürich den fünften Rang.
2002 wurde er Deutscher Duathlon-Meister auf der Kurzdistanz und Duathlon-Vizeeuropameister. Er konnte sich drei Mal für einen Startplatz beim Ironman Hawaii (Weltmeisterschaft) qualifizieren und erzielte sein bestes Ergebnis mit einem siebten Rang im Jahr 2002. Forster startete für das Asics Team Witten.
Im April 2003 gewann er auf der Langdistanz den Strongman All Japan Triathlon und im Folgejahr konnte er diesen Titel erfolgreich verteidigen.
Markus Forster gewann im September 2006 den Ironman Wisconsin.
Ende 2008 erklärte er zum Jahreswechsel nach 20 Jahren im Triathlonsport das Ende seiner Profi-Karriere.
Markus Forster lebt in Burgoberbach im mittelfränkischen Landkreis Ansbach und er arbeitet als Schornsteinfeger.

## Sportliche Erfolge
| Datum/Jahr    | Rang | Wettbewerb                                       | Austragungsort    | Zeit     | Bemerkung                                                       |
| ------------- | ---- | ------------------------------------------------ | ----------------- | -------- | --------------------------------------------------------------- |
| 15. Juni 2008 | 2    | Bonn-Triathlon                                   | Bonn              |          |                                                                 |
| 24. Juni 2007 | 7    | Challenge Roth                                   | Roth              | 08:20:39 |                                                                 |
| 10. Sep. 2006 | 1    | Ironman Wisconsin                                | Madison           | 09:07:24 |                                                                 |
| 11. Juni 2006 | 1    | Kraichgau Triathlon Festival                     | Kraichgau         | 05:00:10 | Sieger auf der Langdistanz                                      |
| 2005          | 21   | Ironman Hawaii                                   | Hawaii            |          |                                                                 |
| 10. Juli 2005 | 3    | Ironman Germany                                  | Frankfurt am Main |          |                                                                 |
| 2005          | 1    | Kraichgau Triathlon                              | Kraichgau         |          |                                                                 |
| 25. Apr. 2004 | 1    | Strongman All Japan Triathlon                    | Miyakojima        | 07:41:23 |                                                                 |
| 2004          | 8    | Ironman Germany                                  | Frankfurt am Main |          |                                                                 |
| 2003          | 9    | Ironman Germany                                  | Frankfurt am Main |          |                                                                 |
| 20. Apr. 2003 | 1    | Strongman All Japan Triathlon                    | Miyakojima        | 07:40:17 |                                                                 |
| 19. Okt. 2002 | 7    | Ironman Hawaii                                   | Hawaii            | 08:44:28 | als drittbester Deutscher                                       |
| 2002          | 7    | Challenge Roth                                   | Roth              |          |                                                                 |
| 6. Okt. 2001  | 14   | Ironman Hawaii                                   | Hawaii            |          |                                                                 |
| 6. Aug. 2000  | 5    | Ironman Switzerland                              | Zürich            |          | erster Start auf Ironman-Distanz                                |
| 30. Aug. 1998 | 51   | ITU Triathlon World Championships                | Lausanne          | 02:03:04 |                                                                 |
| 26. Juli 1998 | 2    | DTU Deutsche Meisterschaft Triathlon Kurzdistanz | Frankfurt am Main |          | Deutscher Vizemeister auf der Kurzdistanz – hinter Lothar Leder |
| 1997          | 3    | DTU Deutsche Meisterschaft Triathlon Kurzdistanz | Xanten            |          |                                                                 |
| 12. Nov. 1995 | 22   | ITU Triathlon World Championship Junior Men      | Cancún            | 02:01:26 | Junioren-Weltmeisterschaft                                      |
| 30. Juli 1995 | 4    | ETU Triathlon European Championship Junior Men   | Stockholm         | 01:53:37 | Junioren-Europameisterschaft                                    |
| 3. Sep. 1995  | 1    | DTU Deutsche Meisterschaft Triathlon Junioren    | Xanten            |          | Deutscher Juniorenmeister Triathlon                             |
| Juli 1994     | 1    | DTU Deutsche Meisterschaft Triathlon Junioren    | Deutschland       |          | Deutscher Juniorenmeister Triathlon                             |

| Datum/Jahr    | Rang | Wettbewerb                          | Austragungsort | Zeit     | Bemerkung                                      |
| ------------- | ---- | ----------------------------------- | -------------- | -------- | ---------------------------------------------- |
| 25. Mai 2002  | 2    | ETU European Duathlon Championships | Zeitz          |          | Duathlon-Vizeeuropameister                     |
| 2002          | 1    | DTU Deutsche Duathlon-Meisterschaft | Deutschland    |          | Deutscher Duathlon-Meister auf der Kurzdistanz |
| 10. Sep. 2000 | 1    | Powerman Spalt                      | Spalt          | 05:01:45 |                                                |